# Katarzyna Ponikwia
Katarzyna Ponikwia (* 29. Oktober 1982 in Zakopane) ist eine polnische Biathletin.
Katarzyna Ponikwia gab 2000 ihr internationales Debüt bei den Europameisterschaften in ihrem Geburtsort Zakopane. Im Sprint wurde sie Vierte, mit der Staffel gewann sie Bronze. In Haute-Maurienne im folgenden Jahr startete sie ohne größere Erfolge. 2002 in Kontiolahti wurde Ponikwia mit der Staffel Fünfte. 2003 in Forni Avoltri, 2004 in Minsk und 2005 in Langdorf nahm sie wiederum ohne nennenswerte Ergebnisse teil. Auch bei den vier Teilnahmen an Juniorenweltmeisterschaften von 2000 bis 2003 konnte sie keine herausragenden Erfolge erzielen.
Im Biathlon-Weltcup debütierte Ponikwia 2001 bei einem Staffelrennen (13) und einem Sprint (94.) in Antholz. Bis heute konnte sie nur einmal im Rahmen des Sprintrennens der Biathlon-Weltmeisterschaften 2007 von Antholz als 30. einen Weltcuppunkt erringen. An Biathlon-Weltmeisterschaften nahm Ponikwia erstmals 2001 in Pokljuka (75. im Sprint) teil. Auch 2004 und 2005 startete sie bei Weltmeisterschaften. Erfolgreich war sie 2004 und 2007 als Achte und Zehnte mit der Staffel.
Höhepunkt der Karriere war der Start bei den Olympischen Spielen 2006 in Turin. Im Einzel wurde sie 56. im Sprint 63 und mit der Staffel gute Siebte.

## Biathlon-Weltcup-Platzierungen
Die Tabelle zeigt alle Platzierungen (je nach Austragungsjahr einschließlich Olympische Spiele und Weltmeisterschaften).
- 1.–3. Platz: Anzahl der Podiumsplatzierungen
- Top 10: Anzahl der Platzierungen unter den ersten zehn (einschließlich Podium)
- Punkteränge: Anzahl der Platzierungen innerhalb der Punkteränge (einschließlich Podium und Top 10)
- Starts: Anzahl gelaufener Rennen in der jeweiligen Disziplin

| Platzierung                      | Einzel | Sprint | Verfolgung | Massenstart | Staffel | Gesamt |
| -------------------------------- | ------ | ------ | ---------- | ----------- | ------- | ------ |
| 1. Platz                         |        |        |            |             |         |        |
| 2. Platz                         |        |        |            |             |         |        |
| 3. Platz                         |        |        |            |             |         |        |
| Top 10                           |        |        |            |             | 9       | 9      |
| Punkteränge                      |        | 1      |            |             | 22      | 23     |
| Starts                           | 14     | 42     | 5          |             | 22      | 83     |
| Stand: Nach der Saison 2008/2009 |        |        |            |             |         |        |

## Weblink
- Statistik bei Biathlonworld

| Personendaten    | Personendaten        |
| ---------------- | -------------------- |
| NAME             | Ponikwia, Katarzyna  |
| KURZBESCHREIBUNG | polnische Biathletin |
| GEBURTSDATUM     | 29. Oktober 1982     |
| GEBURTSORT       | Zakopane             |